# IC 2608
IC 2608 ist eine spiralförmige Zwerggalaxie vom Hubble-Typ S im Sternbild Kleiner Löwe am Nordsternhimmel. Sie ist schätzungsweise 74 Millionen Lichtjahre von der Milchstraße entfernt und hat einen Durchmesser von etwa 20.000 Lichtjahren.

Im selben Himmelsareal befinden sich u. a. die Galaxien NGC 3395, NGC 3396, IC 2604, IC 2613.
Das Objekt wurde am 7. Mai 1896 von Stéphane Javelle entdeckt.